# 聶衛平
聶衛平（じょう えいへい、聂卫平、ニエ・ウェイピン、1952年8月17日 - ）は、中華人民共和国の囲碁棋士。河北省深県出身。現代中国のプロ棋士制度の第1号であり、1982年に3人目の九段となる。1980〜90年代の中国の代表的棋士。孔祥明八段は元夫人、日本棋院の孔令文は実子。
中国囲棋協会副主席、中国棋院技術顧問。
国際棋戦での活躍により「鉄のゴールキーパー」と呼ばれた。

## 経歴
衡水市に生れ、全国科学技術協会に勤める父の転勤で翌年北京に移る。父が友人と打っているのを見て碁を覚え、文化宮の囲碁クラブにも通い、9歳のときには陳毅副総理とも対局する。この頃に張福田に師事、その後雷溥華、過惕生、過旭初に学ぶ。また本因坊秀栄の打碁を並べて大きく影響された。1965年には13歳で全国少年少女囲碁大会児童の部で優勝。文革では黒竜江省の農場に下放され、その後北京に戻される。1975年に全国個人戦で優勝。1974年の日中囲碁交流で、訪中した宮本直毅に勝ち、初めて日本の九段に勝利。1976年には中国代表団の一員として来日し、石田芳夫、藤沢秀行に勝利。
1979年、囲碁で最初の本格的な世界選手権である世界アマチュア囲碁選手権戦の第1回に中国代表として出場、優勝して初代王者となる。
1982年、中国のプロ棋士（専業棋手）制度の発足とともにプロ棋士となり、陳祖徳、呉淞笙とともに九段に認定され、以後新体育杯他の中国の国内タイトル戦で多数の優勝を飾った。
1984年から始まった日本と中国の勝ち抜き対抗戦「日中スーパー囲碁」では、第1回から10回まで主将として出場し、第1回に3人抜き、第2回5人抜き、第3回1人抜きと9連勝し、下馬評では不利と言われていた中国の3連勝を導いた。第4回にも2人抜き後に羽根泰正九段に敗れて連勝は11で止まったが、「鉄のゴールキーパー」と呼ばれて中国の国民的英雄となり、この功績により1988年3月26日に中国囲棋協会から「棋聖」の称号を授与された。
1985年、米国において、国交のない韓国の曺薫鉉と2番勝負を行い、1勝1敗とした。
1989年、第1回応昌期杯世界プロ囲碁選手権戦では決勝まで進み、曺薫鉉に敗れて準優勝に終わったが、世界トップの実力を印象づけた。またこれらの国際的活躍により、中国国内における囲碁の社会的地位の向上にも大きく寄与した。1990年には、中国十大傑出青年に選出される。
1993年、全国体育大会の囲碁団体戦で北京チーム主将として初優勝。中国囲棋甲級リーグ戦では2000年に北京大宝、2001-06年には貴州衛視チームの主将として出場。その間の2002年に、李昌鎬ら韓国人棋士を加えた他チームに対抗して日本の棋士を加えることを強く要望し、中国囲棋甲級リーグでは初の日本からの参加者である林海峰が貴州衛視チームで出場した。2009年から北京聶衛平道場チームを率いて乙級リーグに出場し1位。2010年は安徽寧国市政チーム監督。
1980年、孔祥明と結婚し、一子孔令文をもうける。91年離婚して、人民解放軍政治部歌劇員の歌手王静と結婚、2000年に離婚して、01年に再婚。2014年、小学4年生の孫(孔令文の一人息子)が日本第35回少年少女囲碁大会出場、予選で山下敬吾九段の一人息子(4年生)を破り、7位入賞。
習近平中国共産党総書記とは北京25中学からの友人で、聶氏は文革中のある事件を回想する際に、習近平氏、人民解放軍少将の劉衛平氏との三人で「北京25中学の三平」と言われていたことに触れている。
弟子に古力、柯潔、檀嘯、於之瑩、范廷鈺などがいる。

### 主なタイトル歴
- 全国囲棋個人戦 1975、77-79、81、83年
- 新体育杯戦 1979-83、88-90年
- 国手戦 1981年
- 十強戦 1987-89、91、93-94年
- CCTV杯中国囲棋電視快棋戦 1987、93、97年
- 天元戦 1991-92年
- 棋王戦 1991-92年
- 宝勝電纜杯囲棋戦 1991-92、94-95年
- 威浮房開杯棋王戦 2003年

### 他の棋歴
国際棋戦
- 日中天元戦 1992年（2-0 林海峰）
- 応昌期杯世界プロ囲碁選手権戦 準優勝 1989年
- 世界囲碁選手権富士通杯 準優勝 1990年
- 東洋証券杯世界選手権戦 準優勝 1995年
- 日中囲碁交流
  - 1973年 1-2（×加藤正夫、×西村修、○小川誠子）
  - 1974年 （○久保勝昭、○宮本直毅）
  - 1975年 4-1（○高川格、○窪内秀知、○石榑郁郎、○戸沢昭宣、×高川格）
  - 1976年 6-1（○藤沢秀行、○村上文祥、○加田克司、○瀬川良雄、○岩田達明、○石田芳夫、×橋本昌二）
  - 1977年 5-2（1-1 橋本宇太郎、1-1 石田章、○東野弘昭、○家田隆二、○佐藤昌晴）
  - 1978年 3-4（×藤沢朋斎、○菊池康郎、○石井邦生）
  - 1979年 4-0（○大窪一玄、○羽根泰正、○中村秀仁、○白石裕）
  - 1980年 3-4
  - 1982年 6-1
  - 1983年 4-1（○石田芳夫、○石井邦生、○長谷川直、○石田芳夫、×小林光一）
  - 1984年 0-2 趙治勲、0-2 加藤正夫
  - 1985年 5-2（2-1 本田邦久、○石田章、○桑田泰明、×淡路修三、○坂田栄男）
  - 1986年 1-2 加藤正夫、2-0 羽根泰正
  - 1987年 2-0 加藤正夫
  - 1988年（訪日団団長） 6-1（2-0 橋本宇太郎、2-0 淡路修三、○石井邦生、×坂田栄男、○小松英樹）
- 日中スーパー囲碁
  - 第1回 1985年 3-0（○小林光一十段　○加藤正夫王座　○藤沢秀行名誉棋聖）
  - 第2回 1986年 5-0（○片岡聡九段　○山城宏九段　○酒井猛九段　○武宮正樹九段　○大竹英雄九段）
  - 第3回 1987年 1-0（○加藤正夫王座）
  - 第4回 1988年 2-1（○依田紀基七段　○淡路修三九段　×羽根泰正九段）
  - 第6回 1992年 2-1（○小林覚九段　○羽根泰正九段　×加藤正夫九段）
  - 第7回 1993年 0-1（×淡路修三九段）
  - 第8回 1994年 1-1（○小松英樹八段　×依田紀基九段）
  - 第5、9、10回は出番無し

通算14勝4敗
国内棋戦
- 中国囲棋甲級リーグ戦
  - 2000年（北京大宝）
  - 2001年（貴州衛視）
  - 2002年（貴州衛視）
  - 2003年（貴州衛視）
  - 2004年（貴州衛視）
  - 2005年（貴州衛視）
  - 2006年（貴州衛視、監督兼任）
  - 2008年（河北金環鋼構、監督兼任）0-2
  - 2010年（安徽寧国市政、監督兼任）

## 代表局
1987年第2回日中スーパー囲碁第17局 大竹英雄-聶衛平(先番) 
聶は第13局から4人抜きして、日本主将の大竹英雄との決戦となった。先番聶は右辺黒石を捨石にして中央を厚く打ち進め、97手目に下辺黒1の打ち込みから黒11以下またこの石を捨石にして、中央の白石を攻めて優勢を確立した。320手完 黒2目半勝。聶はこの碁に勝って、5人抜きで中国勝利。第1回の3人抜き、第3回も主将戦勝利して、計9人抜きで中国3連勝の立役者となった。

## 著作
- 『我的囲碁之路』蜀蓉棋芸出版社 1987年（『私の囲碁の道』田畑光永訳、藤沢秀行監修 岩波書店 1988年）
- 『聶衛平囲碁名局集』王誼訳 三一書房 1995年
- 『聶衛平自戦百局』蜀蓉棋芸出版社　1996年